# Colobomatoides splendidus
Colobomatoides splendidus is een eenoogkreeftjessoort uit de familie van de Philichthyidae. De wetenschappelijke naam van de soort is voor het eerst geldig gepubliceerd in 1980 door Essafi & Raibaut.